# Contea di Malheur
La contea di Malheur (in inglese Malheur County) è una contea dello Stato dell'Oregon, negli Stati Uniti. La popolazione al censimento del 2000 era di 31 615 abitanti. Il capoluogo di contea è Vale.

## Geografia
La contea occupa l'angolo sud-orientale dellp Stato, al confine con Idaho e Nevada. L'omonimo fiume attraversa la contea.
Il capoluogo di contea è Vale, ma la città più popolosa è Ontario.

### Contee confinanti
- Contea di Baker - nord
- Contea di Washington (Idaho) - nord-est
- Contea di Payette (Idaho) - est
- Contea di Canyon (Idaho) - est
- Contea di Owyhee (Idaho) - est
- Contea di Humboldt (Nevada) - sud
- Contea di Harney - ovest
- Contea di Grant - nord-ovest

### Fuso orario
La contea ha una particolarità, rispetto a tutto il resto dello Stato dell'Oregon: la maggior parte della contea usufruisce del fuso orario standard (UTC-7) delle Montagne Rocciose, come il vicino e confinante Stato dell'Idaho. Si trova ad essere quindi un'ora avanti rispetto alle altre contee dell'Oregon e alla parte meridionale della stessa contea, dove vige il fuso UTC-8.

## Etimologia
Il nome Malheur è un termine francese che significa "sfortuna". Secondo la leggenda, alcuni cacciatori erano nell'area, ma la caccia non andò a buon fine e inoltre furono attaccati dai nativi. Per via di queste sfortune, i francesi chiamarono il fiume presso cui erano "Malheur".

## Storia
La contea fu creata nel 1887 dalla parte meridionale della contea di Baker.

## Comuni

### Cities
- Adrian
- Jordan Valley
- Nyssa
- Ontario
- Vale (capoluogo)

### Census-designated places[edit]
- Annex
- Brogan
- Harper
- Juntura